# Régismont-le-Haut

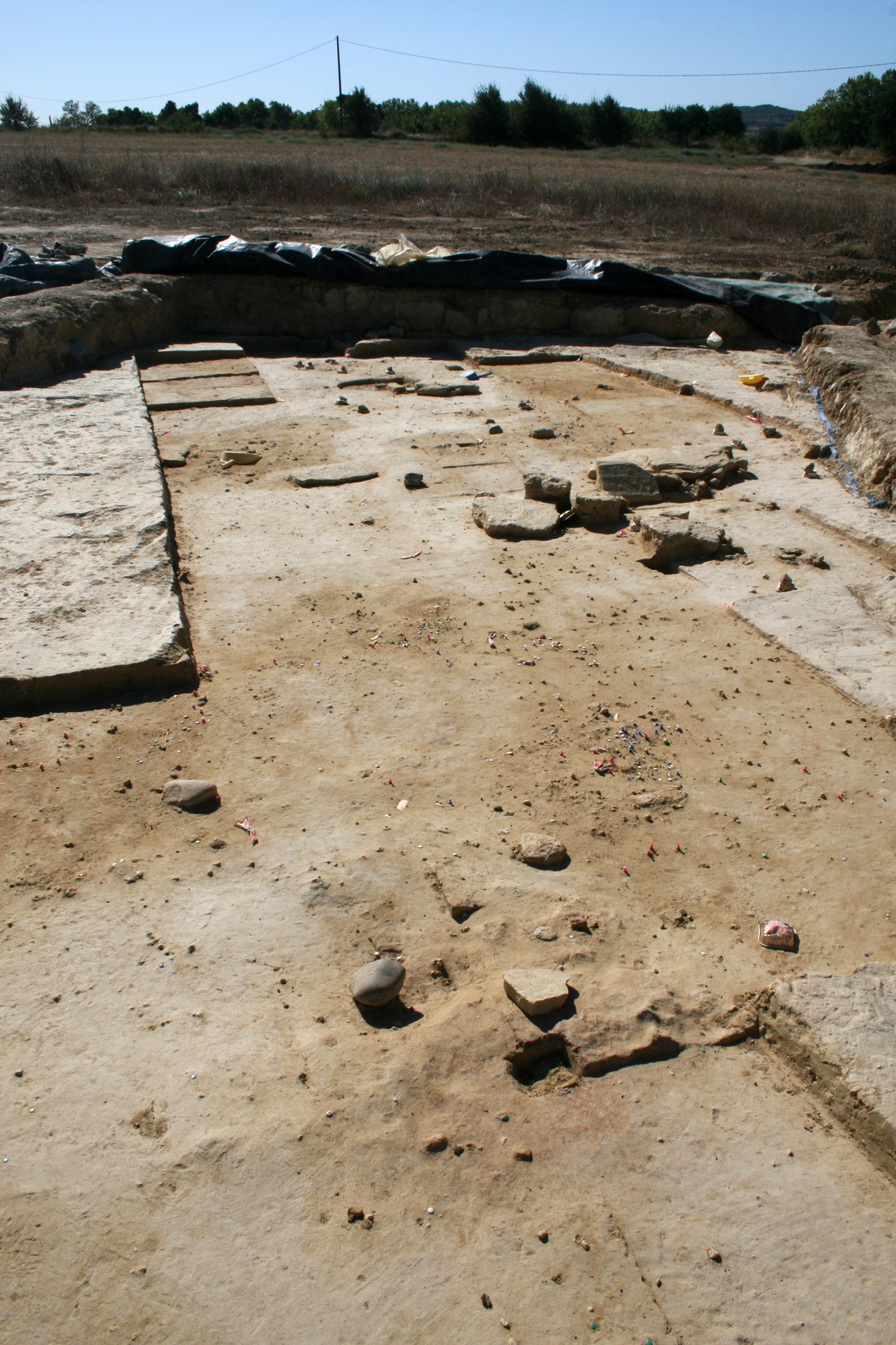
Vue d'un décapage archéologique lors de la campagne de fouille 2009

Régismont-le-Haut est un site préhistorique sur la commune de Poilhes, dans l’Hérault.
Ce campement de plein air a été habité, sans doute pour une durée assez courte, à la fin de l'Aurignacien.

## Situation
Il se trouve à 1,6 km à l'est du bourg de Poilhes, à 1,1 km au sud-ouest de l'oppidum d'Ensérune.

## Historique
Le site a été découvert en 1961 par André Bouscaras. Guy Maurin y a entrepris une première fouille sur environ 60 m2 durant l’hiver 1961-62. De premières études de l’industrie lithique ont été réalisées par Georges Laplace, puis Dominique Sacchi. De nouvelles recherches interdisciplinaires y sont conduites depuis 2000 sous la responsabilité de François Bon, professeur de Préhistoire à l'Université Toulouse-Jean-Jaurès, et de Romain Mensan, géoarchéologue.

## Le site
Le site s’étend sur environ 400 m2 et comporte de légères dépressions correspondant à d’anciens chenaux, comblées par des colluvions et des limons éoliens ayant protégé les vestiges archéologiques. Il a livré des indices d’aménagement d’habitat, rares pour l’Aurignacien, tels que des foyers ou des structures composées de blocs de calcaire organisés.

## Vestiges archéologiques
L'unique niveau archéologique est caractérisé par des vestiges lithiques, principalement en silex ou en quartzite, et quelques blocs de colorants. En dépit d'une mauvaise conservation des matières organiques, on a relevé des charbons de bois et des fragments osseux, brulés ou non, le plus souvent réduits à l'état de traces. Parmi les rares vestiges identifiables, on note un crâne de bison et quelques coquillages, le plus souvent perforés. Certains coquillages indiquent des contacts avec le littoral méditerranéen.
Le mobilier archéologique est relativement peu abondant et s’organise autour de nombreux foyers (27 ont été recensés), définissant des aires d’activités aux vocations sans doute distinctes. Les foyers, à plat ou en cuvettes, exceptionnellement bordés de pierres, sont circulaires et d’un diamètre de 50 à 80 cm.

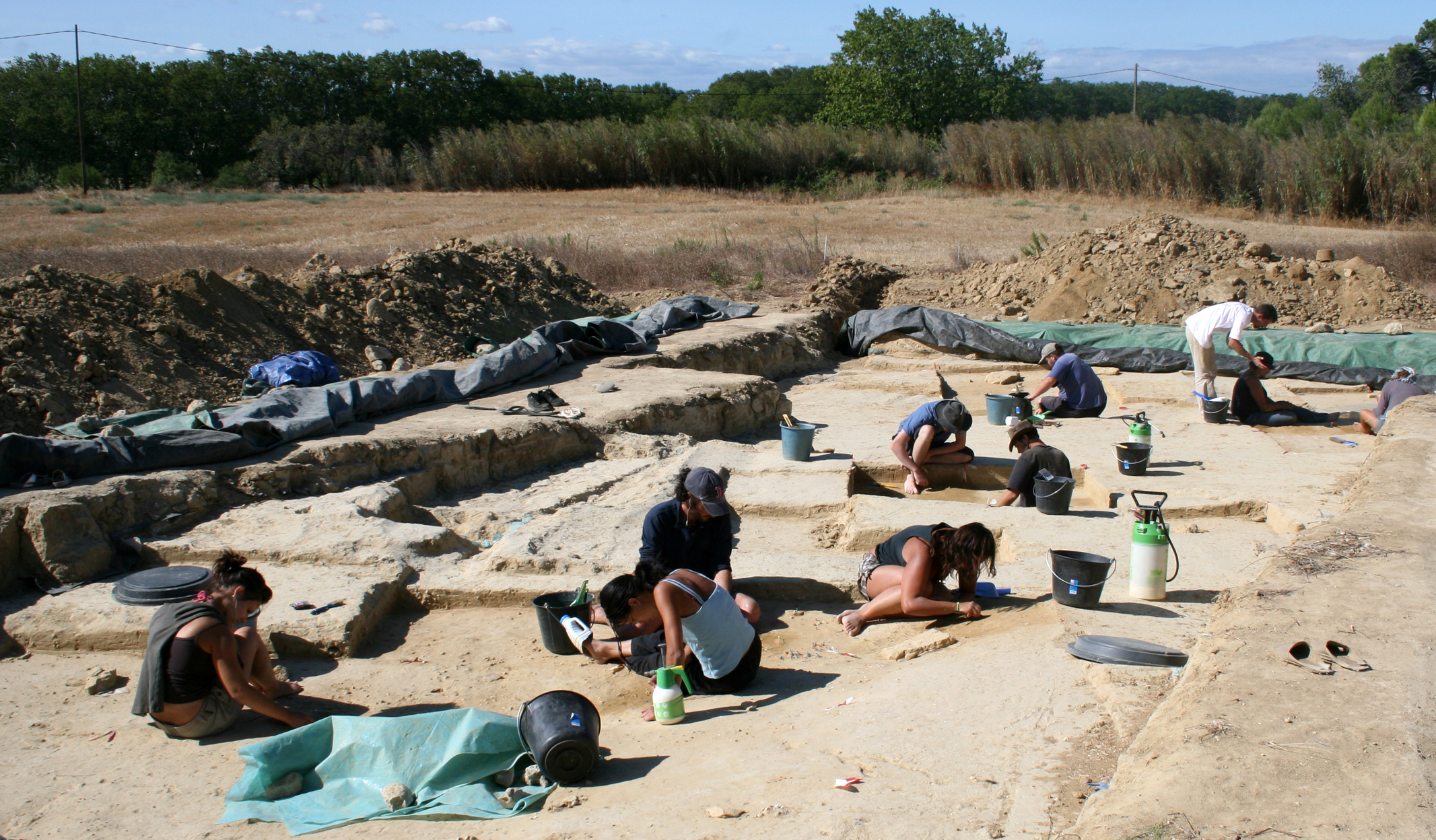
Vue du site durant la campagne de fouilles 2010

## Industrie lithique
Les objets de pierre taillée sont le plus souvent de petites dimensions (environ 80 % des milliers de vestiges mis au jour mesurent moins d’1 cm) et traduisent l’utilisation et la réfection des outils (très nombreux éclats de retouche). Les activités de débitage sont limitées et les rares lames robustes qui sont présentes ont été produites ailleurs. L’outillage est dominé par les grattoirs et les lames retouchées. Certains silex proviennent du nord de l’Aquitaine et d’autres des Costières du Gard.

## Datation
L’occupation pourrait correspondre à une phase finale de l'Aurignacien, comme semble l’indiquer une datation radiocarbone par SMA comprise entre 29 200 et 27 900 ans avant le présent.